# East-West Design & Test Symposium
East-West Design & Test Symposium (EWDTS) — щорічний кількаденний симпозіум, що, як правило, проводиться в країнах Східної Європи, Чорного моря, Балканського регіону та Центральної Азії. Основною метою EWDTS є обмін досвідом між науковцями та технологіями зі Східної та Західної Європи, а також Північної Америки та інших частин світу, в області дизайну, автоматизації проектування і випробування електронних схем і систем.

## EWDTS-2017
Симпозіум відбувся з 29 вересня по 2 жовтня 2017 року в Новому Саду, Сербії. Основними темами доповідей стали "Друкована електроніка: перспективний дизайн", "Створення апаратного стартапу в 21 столітті", "Розширене TFT-моделювання для технологій і конструктивних схем", "Методи оптимізації аналогового проектування для 5G в 28 нм FD-SOI".

## EWDTS-2018
В 2018 симпозіум пройшов в Казані, Росія з 14 по 17 вересня. Основними темами були трансрівнева надійність, інтегральні схеми та системи для надійних комунікацій, проектування «ідеальних» локальних системних мереж, нейронні мережі, пов'язані з моделями «чорної скриньки» нелінійних динамічних систем.

## EWDTS-2019
Симпозіум відбудеться в Батумі - другому за величиною місті Грузії, розташованому на узбережжі Чорного моря на південному заході країни, з 13 по 16 вересня. Вміст конференції буде подано для включення до IEEE Xplore, а також інших баз даних Анотації та Індексації (A&I).